# Миргородский поход
Миргородский поход 1633 года — эпизод Смоленской войны на южном театре военных действий. Отряд ратников Российского царства во главе с воеводами Фёдором Бутурлиным и Григорием Алябьевым совершил успешный поход на город Миргород, в ходе которого взял миргородский «Большой острог», а затем одержал две полевых победы против отрядов «черкас» и «литовских людей» на королевской службе.

## Предыстория
На начальном этапе Смоленской войны русские войска взяли ряд городов Чернигово-Северской земли, которая до Деулинского перемирия 1618 года принадлежала России. В ответ войска Речи Посполитой и служившие ей запорожские казаки предприняли несколько рейдов по русской территории. Наиболее успешный из них окончился разорением Валуек, однако попытки взять другие крепости, такие как Белгород, Курск и Путивль, проваливались, хотя в значительной степени страдала их округа. Русская сторона, в свою очередь, совершала рейды на Чернигов, Батурин, Борзну, Ромны, Полтаву и другие порубежные крепости. Одной из наиболее трудных, но успешных экспедиций стал поход на Миргород осенью 1633 года. Поход был подготовлен по наводке «языков», взятых при рейде на Сребное.

## Ход событий
Русский отряд под командованием Бутурлина и Алябьева вышел из Путивля 27 сентября 1633 года. В его состав входили путивльские и черниговские дворяне, дети боярские, верстанные казаки, а также донские атаманы, есаулы и казаки. Значительную часть походного войска составляли служилые люди из Рыльска во главе с Фёдором Непейцыным. 30 сентября он достиг Миргорода и сходу принялся его штурмовать. Был взят Большой острог, в котором были убиты, ранены и захвачены в плен многие оборонявшиеся. Небольшой части гарнизона удалось отсидеться в «малом острожке», который царские ратники не сумели взять видимо из-за нехватки времени. Пленные показали, что в Лубнах находится крупный отряд полковника Фёдора Пырского, усиленный людьми из сопредельных черкасских городов. Русские поспешно сожгли стены крепости, башни, дворы, посад и прилегающие слободы, не став брать с собой даже крепостную артиллерию, которую также предали огню.
На обратном пути в 10 км от Миргорода близ острожка Ручеец царские ратники были настигнуты отрядом Пырского численностью 3000 человек. 1 октября завязалось сражение, в котором «черкасы» и «литовские люди» были полностью разгромлены. Был убит полковник Пырский, урядник Турский и более 1000 людей, состоявших на королевской службе. Два дня спустя возвращавшиеся домой путивльцы были вновь атакованы силами противника, на сей раз отрядом синицкого урядника Маркеева, в котором насчитывалось около 2000 человек. Перед боем русские ратники были вынуждены убить ранее взятых пленных. Маркеев был отбит, потеряв более 300 человек убитыми и ранеными, а также 50 — пленными.
Царь Михаил Фёдорович высказал свою похвалу участникам похода, вернувшимся в Путивль.

## Интересные факты
Младший брат воеводы Бутурлина Василий Васильевич Бутурлин в 1654 году представлял царскую власть на Переяславской раде и принял от казаков присягу на подданство царю, а затем воевал вместе с казаками против Речи Посполитой.